# Laguna Palomares
La laguna Palomares es un cuerpo de agua superficial ubicado en la comuna de Punta Arenas de la Región de Magallanes, Chile. Junto a las lagunas aledañas El Toro, Los Palos y Entre Vientos, forma, cada una, una cuenca endorreica.

## Ubicación y descripción
Esta laguna no aparece en el inventario público de lagos de Chile publicado por la Dirección General de Aguas del Ministerio de Obras Públicas de Chile.

## Hidrología
En su ensayo sobre la geografía militar: 224  de 1897 explica Jorge Boonen que: ...existen el la patagonia austral otras hoyas hidrográficas mediterráneas que, a semejanza de los salares de la Puna de Atacama, no tienen desagüe superficial visible, y que son el resumidero de grandes depresiones cuya superficie no esta bien determinada. Las principales de dichas hoyas son:
a) La laguna de Los Palos, del Toro, Grande y Palomares situadas al occidente del seno Cabeza de Mar que dejan entre sí y el canal Fitz Roy angostas fajas de un terreno plano, suavemente ondulado al N y al S, por el cual cruza el camino de Punta Arenas a las aguas del Despejo [seno Skyring] del cual se desprende el que llega hasta la laguna Blanca. De las cuatro lagunas mencionadas solo la de Los Palos, alimentada por el riachuelo de su nombre que fluye del NO contiene aguas potables, siendo las demás tan salobres que el ganado las bebe con dificultad.
b) La laguna Blanca...
El mismo autor considera la línea de lagunas una efectiva barrera defensiva de la ciudad austral.: 329 
(Con laguna Grande se refiere a la laguna Entre Vientos.)

## Historia
Luis Risopatrón la describe en su Diccionario Jeográfico de Chile de 1924:: 623 
Palomares (Laguna) 52° 45' 71° 19'. Se encuentra entre la ribera E de la parte S del canal de Fitz-Roy i la laguna de Monte Bello. 134; i 156.